# Poniemoń (gmina)
Poniemoń – dawna gmina wiejska istniejąca w XIX wieku w guberni suwalskiej. Siedzibą władz gminy był Poniemoń (stanowiący do 1870 odrębną gminę miejską, od 1931 dzielnica Kowna).
Za Królestwa Polskiego gmina Poniemoń należała do powiatu mariampolskiego w guberni suwalskiej. W wykazie gmin z 1867 jednostka występuje odrębnie (obok gminy Pożajście), natomiast w wykazie z 1868 funkcjonuje już zintegrowana jednostka o nazwie gmina Poniemoń-Pożajście. W Słowniku geograficznym Królestwa Polskiego istnieją rozbieżności; hasło o powiecie mariampolskim (1885) podaje nadal odrębność gmin Poniemoń i Pożajście, natomiast w hasłach o miejscowościach (np. o Poniemoniu z 1887) figuruje gmina zintegrowana (Poniemoń-Pożajście). W wykazie z 1913 istnieje gmina Poniemoń, ale nie ma już gminy Pożajście, co sugeruje zmianę nazwy gminy Poniemoń-Pożajście.
Po odzyskaniu niepodległości przez Polskę i Litwę powiat mariampolski na podstawie umowy suwalskiej wszedł 10 października 1920 w skład Litwy.